# Coupe des nations de rink hockey 1982
Navigation
Coupe des nations 1980 Coupe des nations 1984
La Coupe des nations de rink hockey 1982 est la 49e édition de la compétition. La coupe se déroule durant le mois de mars 1982 à Montreux.

## Déroulement
La compétition se compose d'un championnat à 9 équipes.

## Résultats
|   | Equipe      | Pts | J | V | E | D | BM | BE | DB  |
| - | ----------- | --- | - | - | - | - | -- | -- | --- |
| 1 | Italie      | 14  | 8 | 7 | 0 | 1 | 45 | 17 | 28  |
| 2 | Argentine   | 14  | 8 | 7 | 0 | 1 | 63 | 15 | 48  |
| 3 | Portugal    | 12  | 8 | 6 | 0 | 2 | 65 | 19 | 46  |
| 4 | Allemagne   | 8   | 8 | 4 | 0 | 4 | 18 | 22 | -4  |
| 5 | Cibelles    | 8   | 8 | 3 | 2 | 3 | 24 | 31 | -7  |
| 6 | Pays-Bas    | 7   | 8 | 3 | 1 | 4 | 26 | 35 | -9  |
| 7 | Montreux HC | 5   | 8 | 2 | 1 | 5 | 21 | 39 | -18 |
| 8 | France      | 4   | 8 | 2 | 0 | 6 | 27 | 55 | -28 |
| 9 | Angola      | 0   | 8 | 0 | 0 | 8 | 13 | 69 | -56 |

|             | Angola | Pays-Bas |      | France | Argentine | Italie | Portugal | Allemagne |  |
| ----------- | ------ | -------- | ---- | ------ | --------- | ------ | -------- | --------- |  |
| Angola      |        |          |      |        |           |        |          |           |  |
| Pays-Bas    | 5-3    |          |      |        |           |        |          |           |  |
| Montreux HC | 3-1    | 1-4      |      |        |           |        |          |           |  |
| France      | 13-5   | 2-4      | 3-7  |        |           |        |          |           |  |
| Argentine   | 12-1   | 11-2     | 7-2  | 14-2   |           |        |          |           |  |
| Italie      | 7-0    | 8-3      | 6-1  | 5-2    | 3-2       |        |          |           |  |
| Portugal    | 21-1   | 3-2      | 10-4 | 13-0   | 4-5       | 7-3    |          |           |  |
| Allemagne   | 3-1    | 2-1      | 6-1  | 1-3    | 1-7       | 0-5    | 0-4      |           |  |
| Cibelles    | 5-1    | 5-5      | 2-2  | 6-2    | 0-5       | 2-8    | 4-3      | 0-5       |  |

## Classement final
| Classement | Équipe      |
| ---------- | ----------- |
|            | Italie      |
|            | Argentine   |
|            | Portugal    |
| 4          | Allemagne   |
| 5          | Cibeles     |
| 6          | Pays-Bas    |
| 7          | Montreux HC |
| 8          | France      |
| 9          | Angola      |

| Vainqueur du tournoi de Montreux 1982 |
| ------------------------------------- |
| Italie 2°                             |